# حسين عبد الرزاق الجزائري
الدكتور حسين عبد الرزاق الجزائري (وُلد عام 1934) هو طبيب سعودي، وكان قد عمل وزيرًا لوزارة الصحة السعودية لمدة 7 سنوات بدايةً من عام 1975 حتى عام 1982. كما يُعد أول مؤسس لكلية الطب في السعودية في جامعة الملك سعود عام 1969، وكان عميدًا لها. عمل مديرًا إقليميًا لمكتب منظمة الصحة العالمية الإقليمي لشرق البحر المتوسط في الفترة ما بين 1982 حتى 2012.

## حياته
وُلد حسين عبد الرزاق الجزائري بمكة المكرمة عام 1934. حصل على بكالوريوس في الطب من كلية طب القصر العيني في القاهرة بمصر عام 1957، ثم حصل على دبلومٍ في الجراحة عام 1960. انضم فيما بعد لهيئة التدريس في جامعة الرياض، وأكمل بعدها دراسته العليا في الجراحة بلندن، حيث أصبح زميلًا لكلية الجراحين الملكية بإنجلترا في عام 1965. عاد للسعودية في عام 1969، حيث أسس أول كلية طب في جامعة الملك سعود بالرياض وأصبح عميدًا لها. عيّن في عام 1975 وزيرًا لوزارة الصحة السعودية، واستمر في منصبه لمدة 7 سنوات بدايةً من عام 1975 حتى عام 1982، وذلك في عهد الملك فيصل بن عبد العزيز آل سعود والملك خالد بن عبد العزيز آل سعود والملك فهد بن عبد العزيز آل سعود.
شارك في تأسيس «مجلس وزراء الصحة العرب» الذي يعتبر جزءًا من جامعة الدول العربية. انتخب في عام 1982 مديرًا إقليميًا لمكتب منظمة الصحة العالمية الإقليمي لشرق البحر المتوسط، واستمر في منصبه حتى عام 2012.
كان عضوًا في عددٍ من الجمعيات المُختلفة، وتتضمن جمعية الهلال الأحمر السعودي في الفترة ما بين 1975 حتى 1982، ومجلس كلية الطب بجامعة الإسكندرية عام 1985، كما حصل على الزمالة الفخرية من كلية الأطباء والجراحين بكراتشي في الباكستان، وعضوًا في مجلس أمناء المنظمة الإسلامية للعلوم الطبية، وعضوًا في اللجنة التوجيهية العليا للمشروع العربي لتنمية الطفل، وعضوًا ورئيسًا أوليًا للمجلس الأعلى للمجلس العربي للاختصاصات الطبية، وحصل على زمالة فخرية في المجلس السوداني للتخصصات الطبية، وكان واحدًا من مؤسسي هذا المجلس كما حصل على الزمالة الفخرية لكلية الطب والصحة العامة التابعة لكليات الأطباء الملكية للمملكة المتحدة في غلاسكو بيونيو 2001، بالإضافة إلى الزمالة الفخرية من الجمعية العلمية الملكية الأردنية في سبتمبر 2006، وأصبح عضوًا في مجلس أمناء الجامعة اللبنانية الألمانية في أبريل 2008، وحصل على الزمالة الفخرية من الكلية الدولية للجراحين في سبتمبر 2009.
أصدر في عام 2019 كتابًا بعنوان «ومضات من الذاكرة: نصف قرن في خدمة الصحة والتعليم الطبي».

## التكريمات
حصل على عددٍ من الجوائز والتكريمات، وتتضمن:
- الفئة الثانية من وسام الملك عبد العزيز، وكان قد منحه إياها الملك خالد بن عبد العزيز آل سعود عام 1975.
- ميدالية ليوبولد الثاني (الزخرفة الكبرى)، منحت من قبل ملك بلجيكا عام 1975.
- الفئة الثانية من وسام زخرفات الفارس، منحت من قبل السلطان حاج أحمد شاه، ملك ماليزيا عام 1982.
- وسام الاستقلال من الفئة الأولى، منحت من قبل الملك الحسين بن طلال ملك المملكة الأردنية الهاشمية عام 1990.
- منظمة الصحة اللبنانية، الفئة الأولى من ميدالية ذهبية للجدارة، منحت من قبل الرئيس اللبناني إلياس الهراوي عام 1993.
- ميداليتي النيل الفئة الأولى، منحت من قبل عمر البشير، رئيس السودان عام 1997.
- شهادة الدكتوراة الفخرية من جامعة الجزيرة في السودان في شباط عام 1994.
- شهادة الدكتوراة الفخرية في الجراحة من جامعة شندي في السودان عام 1997.
- شهادة الدكتوراة الفخرية في العلوم من جامعة الخرطوم في السودان عام 2000.
- الفئة الأولى من وسام الاستحقاق اللبناني، منحت من قبل الرئيس اللبناني إميل لحود عام 2001.
- شهادة الدكتوراة الفخرية في العلوم من جامعة بقاي الطبية في كراتشي باكستان عام 2001.
- وسام الجدارة الوطنية، الفئة الأولى، منحت من قبل رئيس جمهورية جيبوتي عام 2003.
- هلال القائد العزام، منحت من قبل رئيس الباكستان عام 2003.
- ميدالية الاعتراف الإقراري، منحت من قبل رئيس الجمهورية اليمنية عام 2003.
- جائزة الإنجاز العالمي، منحت من قبل المنظمات الدولية للوقاية من العمى عام 2004.
- جائزة بطل القضاء على شلل الأطفال، منحت من قبل الروتاري الدولي عام 2005.
- الميدالية الحكومية لغازي ملة مشك الإعلام، منحت من قبل محمد ظاهر شاه، والد الأمة والرئيس السابق لأفغانستان عام 2006.
- قائد النظام الوطني لحزيران، منحت من قبل رئيس جمهورية جيبوتي عام 2006.
- جائزة جامعة الإسكندرية لتقدير القيادات الإقليمية عام 2007.
- وسام الأرز الوطني، رتبة الفارس، منحت من قبل الرئيس اللبناني فؤاد السنيورة عام 2007.
- الميدالية الذهبية لذكرى إعادة تحقيق الوحدة اليمنية من الرئيس اليمني علي عبد الله صالح، عام 2010.[6]